# Caloplaca nashii
Caloplaca nashii är en lavart som beskrevs av Nav.-Ros., Gaya & Hladún. Caloplaca nashii ingår i släktet orangelavar och familjen Teloschistaceae.   Inga underarter finns listade i Catalogue of Life.